# Ellis County (Kansas)
Ellis County ist ein County im US-Bundesstaat Kansas der Vereinigten Staaten. Der Verwaltungssitz (County Seat) ist Hays. Das U.S. Census Bureau hat bei der Volkszählung 2020 eine Einwohnerzahl von 28.934 ermittelt.

## Geographie
Das County liegt etwas nordwestlich des geographischen Zentrums von Kansas und hat eine Fläche von 2332 Quadratkilometern, wovon ein Quadratkilometer Wasserfläche ist. Es grenzt im Uhrzeigersinn an folgende Countys: Rooks County, Osborne County, Russell County, Rush County, Ness County und Trego County.

## Geschichte
Ellis County wurde am 26. Februar 1867 als ursprünglicher County aus freiem Territorium gebildet. Benannt wurde es nach George Ellis, einem Offizier im Amerikanischen Bürgerkrieg, der bei der Schlacht von Jenkins Ferry gefallen ist.
17 Bauwerke und Stätten des Countys sind im National Register of Historic Places eingetragen.

## Demografische Daten
Nach der Volkszählung im Jahr 2000 lebten im Ellis County 27.507 Menschen in 11.193 Haushalten und 6.771 Familien im Ellis County. Die Bevölkerungsdichte betrug 12 Einwohner pro Quadratkilometer. Ethnisch betrachtet setzte sich die Bevölkerung zusammen aus 96,10 Prozent Weißen, 0,67 Prozent Afroamerikanern, 0,21 Prozent amerikanischen Ureinwohnern, 0,82 Prozent Asiaten, 0,02 Prozent Bewohnern aus dem pazifischen Inselraum und 1,31 Prozent aus anderen ethnischen Gruppen; 0,89 % stammten von 2 oder mehr Rassen ab. 2,37 Prozent der Bevölkerung waren spanischer oder lateinamerikanischer Abstammung.
Von den 11.193 Haushalten hatten 28,8 Prozent Kinder unter 18 Jahren, die mit ihnen gemeinsam lebten. 50,0 Prozent waren verheiratete, zusammenlebende Paare, 7,8 Prozent waren allein erziehende Mütter und 39,5 Prozent waren keine Familien. 30,1 Prozent aller Haushalte waren Singlehaushalte und in 10,8 Prozent lebten Menschen mit 65 Jahren oder darüber. Die Durchschnittshaushaltsgröße betrug 2,35 und die durchschnittliche Familiengröße betrug 2,96 Personen.
22,4 Prozent der Bevölkerung waren unter 18 Jahre alt. 18,4 Prozent zwischen 18 und 24 Jahre, 25,2 Prozent zwischen 25 und 44 Jahre, 19,6 Prozent zwischen 45 und 64 Jahre und 14,3 Prozent waren 65 Jahre alt oder älter. Das Durchschnittsalter betrug 33 Jahre. Auf 100 weibliche Personen kamen 95,8 männliche Personen. Auf 100 erwachsene Frauen ab 18 Jahren kamen 92,6 Männer.
Das jährliche Durchschnittseinkommen eines Haushalts betrug 32.339 USD, das Durchschnittseinkommen einer Familie betrug 44.498 USD. Männer hatten ein Durchschnittseinkommen von 29.885 USD, Frauen 21.269 USD. Das Prokopfeinkommen betrug 18.259 USD.
6,5 Prozent der Familien und 12,9 Prozent der Bevölkerung lebten unterhalb der Armutsgrenze.

## Orte im County
- Antonino
- Catharine
- Ellis
- Emmeram
- Hays
- Hog Back
- Munjor
- Pfeifer
- Schoenchen
- Toulon
- Turkville
- Victoria
- Walker
- Yocemento

Townships
- Big Creek Township
- Buckeye Township
- Catherine Township
- Ellis Township
- Freedom Township
- Herzog Township
- Lookout Township
- Victoria Township
- Wheatland Township